# Brenthis atra
Brenthis atra är en fjärilsart som beskrevs av Kardakoff 1928. Brenthis atra ingår i släktet Brenthis och familjen praktfjärilar. Inga underarter finns listade i Catalogue of Life.